# کریسی شپکا
کریستین نیکول شَپـِکا (به انگلیسی: Christine Nicole Chlapecka؛ زادهٔ ۱۱ آوریل ۲۰۰۰) خواننده، شخصیت تیک‌تاک و کنشگر چپ‌گرا آمریکایی می‌باشد. او بیشتر به‌عنوان یکی از چهره‌های کلیدی «#بیمبوتاک» شناخته می‌شود؛ زیرفرهنگی در تیک‌تاک که با هدف بازتعریف و بازپس‌گیری تفکر قالبی و زیبایی‌شناسی «بیمبو» در زمینه‌ای کوئیر، فمینیستی و چپ‌گرایانه شکل گرفته است.